# 제29회 골든 글로브상
제29회 골든 글로브상은 1971년 상영된 영화 중 가장 뛰어난 영화를 수상하기 위해 1972년 2월에 열린 시상식이다. 미국,캘리포니아/비버리 힐튼 호텔에서 개최되었다.

## 수상 및 후보

### 세실 B. 데밀 상
- Pamela Powell 수상

### 작품상-드라마
- 프렌치 커넥션 - 윌리엄 프리드킨 수상
- 시계태엽 오렌지 - 스탠리 큐브릭
- 마지막 영화관 - 피터 보그다노비치
- 비운의 여왕 매리 - 찰스 재롯
- 42년의 여름 - 로버트 멀리건

### 여우주연상-드라마
- 콜걸 - 제인 폰다 수상
- 비운의 여왕 매리 - 글렌다 잭슨
- 비운의 여왕 매리 - 바네사 레드그레이브
- 어둠 속에 벨이 울릴 때 - 제시카 월터
- 서치 굿 프렌즈 - 다이안 캐넌

### 남우주연상-드라마
- 프렌치 커넥션 - 진 핵크만 수상
- 애정과 욕망 - 잭 니콜슨
- 시계태엽 오렌지 - 말콤 맥도웰
- 종합병원 - 조지 C. 스콧
- 사랑의 여로 - 존 슐레진저

### 작품상-뮤지컬코미디
- 지붕 위의 바이올린 - 노만 주이슨 수상
- 보이 프렌드 - 켄 러셀
- 코치 - 잭 레먼
- 뉴 리프 - 일레인 메이
- 719호의 손님들 - 아더 힐러

### 여우주연상-뮤지컬코미디
- 보이 프렌드 - 트위기 수상
- 마법의 빗자루 - 안젤라 랜즈베리
- 해롤드와 모드 - 루스 고든
- 뉴 리프 - 일레인 메이
- 별이 빛나는 소녀 - 샌디 던칸

### 남우주연상-뮤지컬코미디
- 지붕 위의 바이올린 - 노만 주이슨 수상
- 해롤드와 모드 - 할 애쉬비
- 코치 - 월터 매튜
- 백만달러의 오리 - 빈센트 맥에비티
- 초콜렛 천국 - 멜 스튜어트

### 여우조연상
- 애정과 욕망 - 앤-마그랫 수상
- 종합병원 - 다이아나 리그
- 마지막 영화관 - 엘렌 버스틴
- 마지막 영화관 - 클로리스 리치먼
- 719호의 손님들 - 모린 스태플튼

### 남우조연상
- 마지막 영화관 - 벤 존슨 수상
- 애정과 욕망 - 아트 가펀켈
- 지붕 위의 바이올린 - 폴 만
- 고잉 홈 - 잔 마이클 빈센트
- 니콜라스와 알렉산드라 - 톰 베이커

### 외국어 영화상
- 경찰관 - 엡레임 키숀 수상
- Chaikovskiy - Igor Talankin
- 순응자 - 베르나르도 베르톨루치
- 클레르의 무릎 - 에릭 로메르
- 투 다이 오브 러브 - 안드레 카야트

### 감독상
- 프렌치 커넥션 - 윌리엄 프리드킨 수상
- 시계태엽 오렌지 - 스탠리 큐브릭
- 지붕 위의 바이올린 - 노만 주이슨
- 마지막 영화관 - 피터 보그다노비치
- 42년의 여름 - 로버트 멀리건

### 각본상
- 종합병원 - 패디 체이예프스키 수상
- 프렌치 커넥션 - 어니스트 타이디먼
- 콜걸 - 앤디 K. 루이스
- 코치 - 존 팩스턴
- 비운의 여왕 매리 - 존 헤일

### 음악상
- 샤프트 - 이삭 하에스 수상
- 안드로메다의 위기 - 길 멜
- 르망 - Michael Legrand
- 비운의 여왕 매리 - 존 배리
- 42년의 여름 - 미셀 르그랑

### 주제가상
- 코치 - 마빈 햄리시 수상
- 아프리카 코끼리 - 로렌스 로젠덜
- 홍키 - 퀸시 존스 외
- 달빛 스캔들 - 버트 바카락
- 샤프트 - 이삭 하에스

### 여우주연상-TV 드라마
- 월튼네 사람들 - 패트리샤 닐 수상

### 미스 골든 글로브
- 알프레드 히치콕 수상